# Fabryka Kobierców w Warszawie
Fabryka Kobierców w Warszawie – fabryka założona w 1817 na ulicy Czerniakowskiej nr hip. 3041a. Funkcjonowała do roku 1855, w 1856 zbudowano na jej miejscu Gazownię Miejską.

## Historia
Zakład "Rządowa Fabryka Kobierców" powstał w r. 1817 z inicjatywy Stanisława Staszica. W 1821 fabryka pracowała na 12 warsztatach, zatrudniając 120 osób. Pomimo starań fabryka nie przynosiła zysku i w 1826 została sprzedana wspólnikom Janowi Geysmer i Janowi Velthusen. Nowi właściciele sprzedawali swoje wyroby w sklepie pod adresem Miodowa 461 (pałac Lessera). Od tej pory fabryka funkcjonowała jako "Fabryka Kobierców Jana Geysmera". W 1828 Fabryka miała 27 warsztatów i zatrudniała 320 robotników. W tym roku właściciele prezentowali swoje wyroby na Wystawie w Ratuszu. W latach czterdziestych XIX w. fabryka dzięki mechanizacji zaprzestała przędzenia ręcznego, w związku z czym wzrosła produkcja, lecz zmalało zatrudnienie (w roku 1841 zatrudniała 157 osób). 30 marca 1850 fabryka uległa pożarowi i przed 1855 zakończyła działalność na ulicy Czerniakowskiej. Zakłady zostały sprzedane Juliuszowi Gortz i przeniesione do Tatar pod Rawę Mazowiecką. Na miejscu Fabryki Kobierców w 1856 roku powstała Gazownia Miejska (Gazownia na Ludnej).